# Maarten Hijink
Hendrik Pieter Maarten Hijink (Bredevoort, 24 mei 1983) is een Nederlands voormalig politicus. Namens de Socialistische Partij (SP) was hij van 2017 tot 2023 lid van de Tweede Kamer der Staten-Generaal.

## Loopbaan
Hijink studeerde van 2000 tot 2004 HBO Facility Management aan de Saxion Hogeschool in Deventer en vervolgens een masteropleiding Management, Economics & Consumer studies aan de Wageningen Universiteit. Hij was van 2007 tot 2010 persoonlijk medewerker van Agnes Kant en van 2010 tot 2017 persvoorlichter van Emile Roemer en communicatiemedewerker van de SP-fractie in de Tweede Kamer. Bij de Tweede Kamerverkiezingen van 2017 stond hij 13e op de kandidatenlijst van de SP, wat voldoende was om gekozen te worden. Op 23 maart 2017 werd hij geïnstalleerd als lid van de Tweede Kamer. Bij de Tweede Kamerverkiezingen van 2021 werd hij herkozen.
Hijink houdt zich in het parlement bezig met het beleidsterrein zorg. In de Kamer pleitte hij resoluut tegen marktwerking in de zorg en voor de instelling van een Nationaal Zorgfonds zonder eigen risico in plaats van een veelheid aan zorgverzekeraars. Samen met partijgenoot Henk van Gerven was Hijink in 2021 verantwoordelijk voor de initiatiefnota Nu investeren in de GGD. Samen met Mirjam Bikker van de ChristenUnie diende hij in september 2021 een motie in die pleitte voor meer geld voor salarissen voor zorgpersoneel. De motie werd aangenomen. Hij was namens zijn partij woordvoerder in debatten over de coronacrisis en pleitte herhaaldelijk voor een strakkere regie van het kabinet.
Op 20 april 2023 nam Hijink afscheid van de Tweede Kamer. Hij gaf aan dat hij meer tijd wilde voor zijn gezinsleven. Hij werd opgevolgd door Jimmy Dijk.

## Privéleven
Hijink is getrouwd en vader van drie kinderen.

## Uitslagen verkiezingen
| Verkiezingen                  | Plaats Hijink | Zetels SP | Aantal stemmen |
| ----------------------------- | ------------- | --------- | -------------- |
| Tweede Kamerverkiezingen 2010 | 23 (lijst SP) | 15        | 279            |
| Tweede Kamerverkiezingen 2012 | 24 (lijst SP) | 14        | 283            |
| Tweede Kamerverkiezingen 2017 | 13 (lijst SP) | 14        | 649            |
| Tweede Kamerverkiezingen 2021 | 5 (lijst SP)  | 9         | 1.489          |